# Los dueños del silencio
Los dueños del silencio es una película coproducción de Argentina, Suecia, Francia y Turquía filmada en Eastmancolor dirigida por Carlos Lemos sobre su guion, estrenada el 2 de abril de 1987 y que tuvo como actores principales a Thomas Hellberg, Arturo Bonín, Bibi Andersson y Oscar Martínez. Tuvo el título alternativo de Svart gryning.

## Sinopsis
Un periodista sueco disfrazado de empresario viaja a Argentina durante la dictadura cívico militar para obtener información sobre desapariciones forzadas.

## Reparto
| Actor                       | Personaje                     |
| --------------------------- | ----------------------------- |
| Thomas Hellberg             | Sixten Gustavsson             |
| Arturo Bonín                | Roger Melin                   |
| Bibi Andersson              | Marie-Louise                  |
| Oscar Martínez              | Teniente Rodríguez            |
| Soledad Silveyra            | Mujer del capitán             |
| Peder Falk                  | Capitán                       |
| María del Carmen Valenzuela | Mariela                       |
| Grynet Molvig               | Marianne                      |
| María Vaner                 | Madre de Plaza de Mayo        |
| Víctor Laplace              | Padre Raimundo                |
| Per Myrberg                 | Editor jefe                   |
| Julio De Grazia             | Mozo                          |
| Björn Granath               | Editor                        |
| Emilia Mazer                | Joven en puente               |
| Jonas Bergström             | Periodista                    |
| Selva Alemán                | Correo en cabaret             |
| Jessica Zandén              |                               |
| Gabriel Rovito              | Correo                        |
| Pia Green                   | Periodista                    |
| Manuel Callau               | Espía / Doblaje de Peder Falk |
| Allan Svensson              | Recepcionista                 |
| Carlos Weber                |                               |
| Sara Kay                    | Recepcionista                 |
| Víctor Bruno                |                               |
| Edward Nutkiewicz           |                               |
| Mariana Cedrón              |                               |
| Carlos Cáceres              |                               |
| Karina Louzan               |                               |
| Alba Rossani                |                               |
| Néstor Zacco                |                               |
| Vicente Buono               |                               |
| Jorge Amosa                 |                               |
| Marisa Grieben              |                               |
| Raquel Albéniz              |                               |
| Jorge Dittier               |                               |

## Comentarios
Adrián Desiderato en La Razón opinó:

«Un tema por demás doloroso filmado con mucho talento…irritará a unos y revivirá dolor en otros…El retrato…resulta impecable..Agréguese el vigor narrativo que da al relato todas las características de un thriller político, la limpieza de los aspectos técnicos y la espléndida labor actoral en primer término la del sueco Ferber Folk en el rol del capitán de la armada»

Claudio España en La Nación escribió:

«Un relato entre policial y político con fuerte tensión dramática.»

Manrupe y Portela escriben:

«La dictadura militar observada desde el punto de vista sueco, en un film áspero y duro, por sobre su tratamiento formal standard.»